# Tompkins Square Park
Le Tompkins Square Park est un grand parc de 4 hectares de l'East Side de Manhattan à New York, situé à l'est de l'East Village au cœur d'Alphabet City dont il est le véritable poumon et symbole identitaire. Il est bordé par l'Avenue A et l'Avenue B entre les 7e et 10e rues.

## Histoire
Dessiné vers 1850, et devenu parc public vers 1870, le parc doit son nom à l'ancien gouverneur de New York, Daniel D. Tompkins, vice-président des États-Unis sous la présidence de James Monroe. Il a été le lieu célèbre d'émeutes sociales le 13 janvier 1874 en raison du chômage et de la pauvreté. Il est considéré également comme la pouponnière de la contestation contre la guerre du Viêt Nam dans les années 1960, en raison de la population jeune et hippie de l'East Village. Dans les années 1980, Tompkins Square Park est devenu pour les New-Yorkais synonyme de misère sociale et d'insécurité, avec une population importante de sans-abris, toxicomanes et l'existence de trafics en tous genres. En août 1988, à la suite d'une décision de police d'évacuer le parc de sa population de personnes sans domicile, et d'instaurer un couvre-feu, de nouvelles émeutes violentes ont explosé dans la nuit du 6 au 7 août. Elles furent durement réprimées par la police.
Avec le changement de population dans les années 1990, le quartier dans son ensemble s'est profondément modifié. Une nouvelle population jeune, artistes, ou de familles des classes moyennes s'est installée dans l'East Village. Le parc est dès lors redevenu un endroit tout à fait paisible et entièrement sûr à toute heure, où se mêlent différentes classes sociales et ethniques en toute harmonie.

## Tompkins Square dans les études sociales
Tompkins Square Park et les controverses sociales dont il a été le cadre à la fin des années 1980, a servi d'illustration au géographe David Harvey dans les questions d'aménagement urbain et de disparités spatiales. Après la violente vague de répression policière et la fermeture du parc pour réaménagement, David Harvey utilise Tompkins Square Park comme la scène explicitant, de la meilleure (ou de la pire) des façons, la militarisation des espaces publics par les autorités new-yorkaises, qui brisent ainsi un exemple de tolérance urbaine et d'« ouverture à des altérités non assimilées », selon les termes de Iris Marion Young. Les expulsions, dont le parc est le théâtre, sont alors considérées comme la cristallisation des cinq formes de l'oppression identifiés par Marion Young, à savoir : exploitation, marginalisation, impuissance politique, impérialisme culturel et violence. L'homogénéité du parc s'accentue avec l'évacuation des sans-abris et des marginaux qui sont repoussés en périphérie, au profit d'une classe moyenne aisée qui occupe désormais le quartier. Ainsi, « le mélange à l'intérieur du cadre commun qu'est l'espace public est perdu, tout comme la capacité à célébrer l'unité et la communauté au cœur de la diversité ».

## Activités

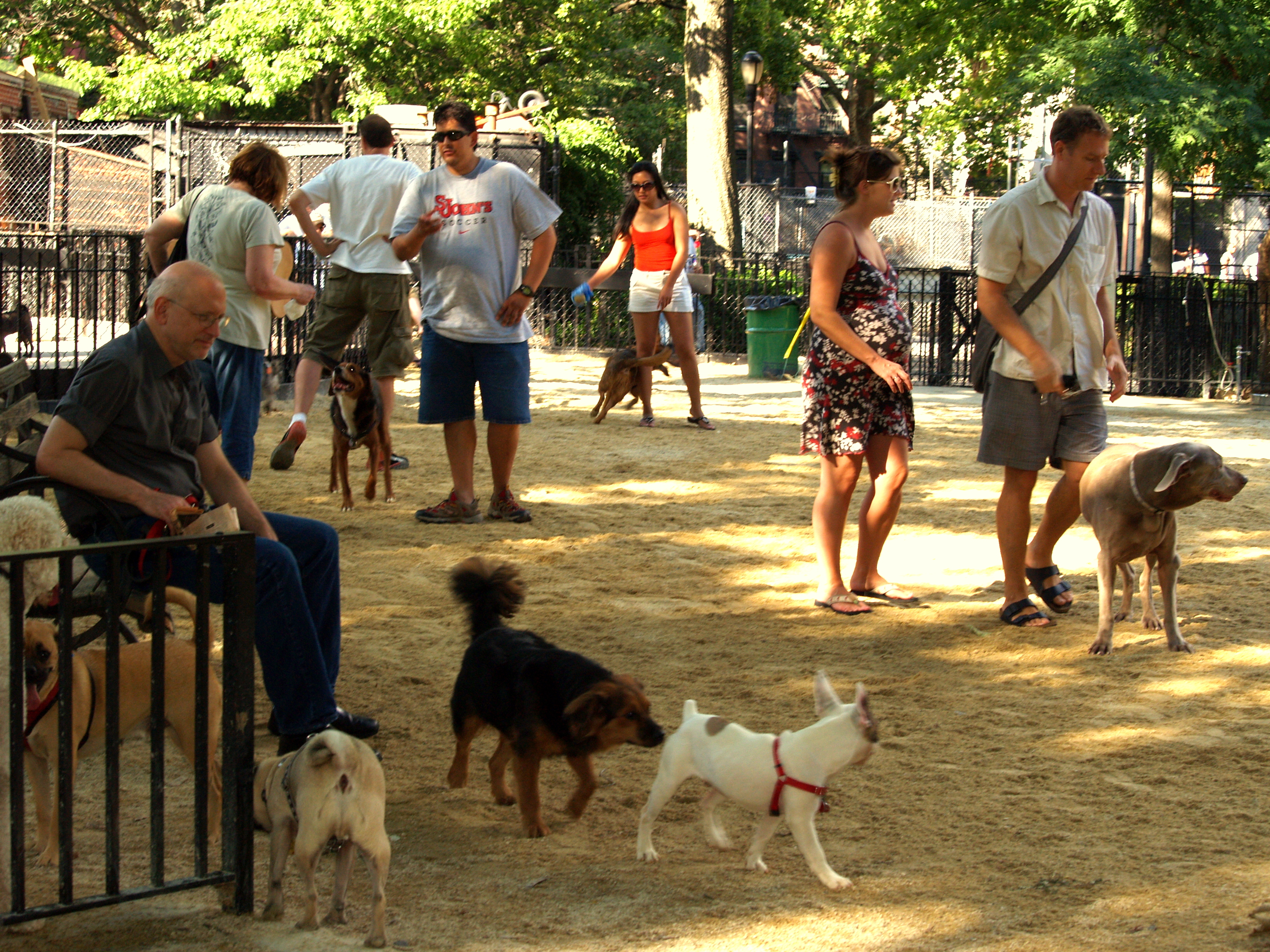
Les New Yorkais et leurs chiens dans Tompkins Square Park

Le parc est célèbre à New York pour ses hêtres centenaires et ses espaces réservés aux chiens. Par ailleurs, le parc est un haut lieu d'une communauté Hare Krishna.
Tous les week-ends se déroulent de nombreuses activités de quartiers (petits concerts improvisés, spectacles, démo de skate et roller...). Le parc, le long de l'Avenue A est le site d'un petit marché biologique qui se tient tous les samedis. Tous les ans en été se tient dans le parc le Charlie Parker Jazz Festival (Charlie Parker habitait dans un immeuble en bordure du parc).